# مدرسه طلاکاری
مدرسه طلاکاری یکی از سه مدرسه‌ای‌ست که در میدان ریگستان سمرقند جای دارد.
این مدرسه که ساخت آن به دستور امیر سمرقند در سال ۱۶۴۶ میلادی آغاز شد و تا میانه‌های دهه ۱۶۶۰ به درازا انجامید، واپسین سازه‌ای بود که به گِـردایهٔ آثار معماری میدان «ریگستان» افزوده‌شد.
«مدرسه طلاکاری» آینه‌وار بودن میدان را کامل و این میدان را نماد شهر سمرقند کرد. ساخت این مکان به جای کاروان‌سرای «میرزائی» برای پی‌ریزی یک مدرسه و مسجد جامع پیگیری شده بود. طلاکاری در گوشهٔ شمالی میدان ریگستان جای گرفته و دارای دو طبقه و هشت غرفه می‌باشد. این بنا دارای یک گنبد بلند فیروزه‌ای است و در زیر گنبد، کاشی‌کاری و گچ‌بری فراوانی به چشم می‌خورد. از این مدرسه در جایگاه مسجد جامع و جایی برای برپایی نماز جمعه بهره‌وری می‌شده‌است. منبر آن دارای دوازده پله می‌باشد که از سنگ تراشیده شده‌است. در سال‌های ۷۹–۱۹۷۵ میلادی، این سازه به نمای امروزی بازسازی شده، هر چند در سال ۱۹۶۱ میلادی، روس‌ها طلاهای آن را به تاراج برده و در زمان بازسازی، فقط ۱۳۰۰ گرم آن را برای به‌کارگیری در آذین کردن، بازپس آوردند.

## بن مایه
1. ↑  «سمرقند به روایت تصویر». بی‌بی‌سی فارسی.
2. ↑  «مراکز دیدنی سمرقند». سایت اطلاع‌رسانی کشورهای مستقل همسود. بایگانی‌شده از اصلی در ۱۱ دسامبر ۲۰۲۱. دریافت‌شده در ۴ ژوئن ۲۰۲۳.
3. ↑  «📽مدرسه طلاکاری، نماد شهر سمرقند». معماری آنلاین. بایگانی‌شده از اصلی در ۷ ژوئن ۲۰۲۳. دریافت‌شده در ۴ ژوئن ۲۰۲۳.